# BOPE
BOPE (порт. Batalhão de Operações Policiais Especiais, букв. Батальон Специальных Полицейских Операций) — элитное специальное подразделение военной полиции штата Рио-де-Жанейро в Бразилии. Было создано в 1978 году. Основной деятельностью BOPE являются спецоперации в городских фавелах с ведением уличных боёв. В настоящее время в BOPE служит около 400 человек.
Символ BOPE — Faca na Caveira (рус. Нож в черепе), что и изображено на эмблеме. Цвет автомобилей, бронетехники — чёрный.
Командиром в настоящее время является подполковник Вилман Рене Гонсалвес Алонсо (порт. Wilman René Gonçalves Alonso).

## История

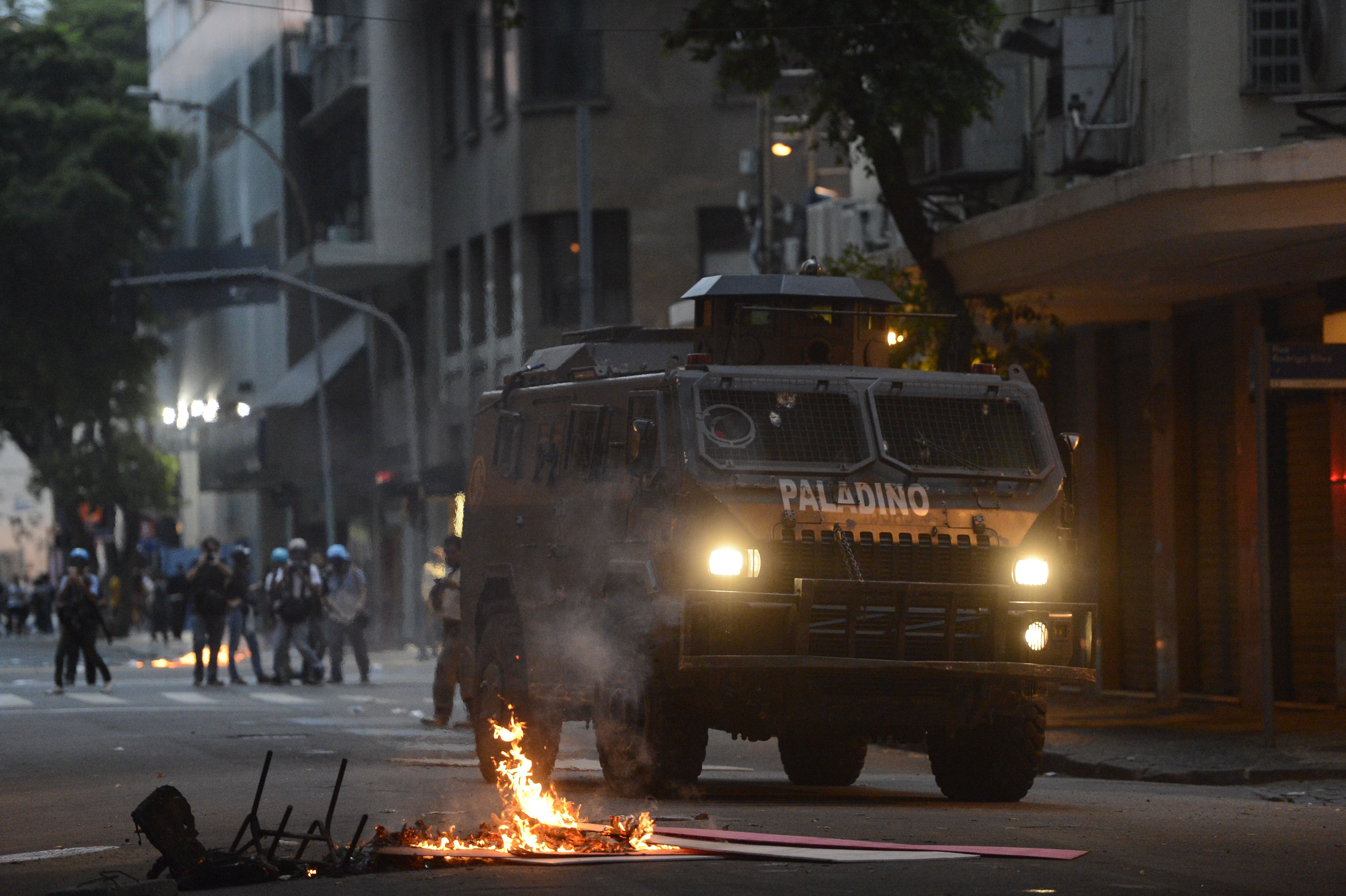
BOPE на улицах Рио во время протестов в феврале 2017 года

BOPE – это элитное подразделение полицейского спецназа, которое дислоцируется в Рио-де-Жанейро. Это подразделение прекрасно обучено и имеет первоклассное вооружение. Основная отличительная его черта – это полностью черная униформа с нашивкой на рукаве, на которой изображен пронзенный кинжалом череп на фоне 2 скрещенных пистолетов. В составе батальона насчитывается примерно 400 человек. 
История подразделения началась в 1978 году, когда правительство страны задумалось над созданием специального формирования, которое бы занималось освобождением заложников. В январе 1978 года появилось правительственное специальное постановление, согласно которому в составе военной полиции предполагалось создание группы специальных операций. Спустя четыре года, в 1982 году, группа была реорганизована в роту спецопераций, которая вошла в состав отдельного полицейского батальона. Главная задача, которая ставилась перед этим подразделением, заключалась в проведении мероприятий по борьбе с организованной преступностью. Именно с этого времени рота перешла под командование непосредственно начальника военной полиции Рио-де-Жанейро. Дальнейшая деятельность спецподразделения была направлена на борьбу против наркоторговцев, которые нашли укрытие в фавелах. Работа роты была настолько успешной, что приказом от 23 марта 1988 года она была реорганизована в отдельную роту специальных операций. После этого рота еще несколько раз изменяла свое название, а также переходила в подчинение различных структур. Так продолжалось до 1 марта 1993 года, когда подразделению наконец было присвоено название батальона особых полицейских операций (BOPE, порт. Batalhão de Operações Policiais Especiais). Это название существует и в настоящее время.

## Основные задачи

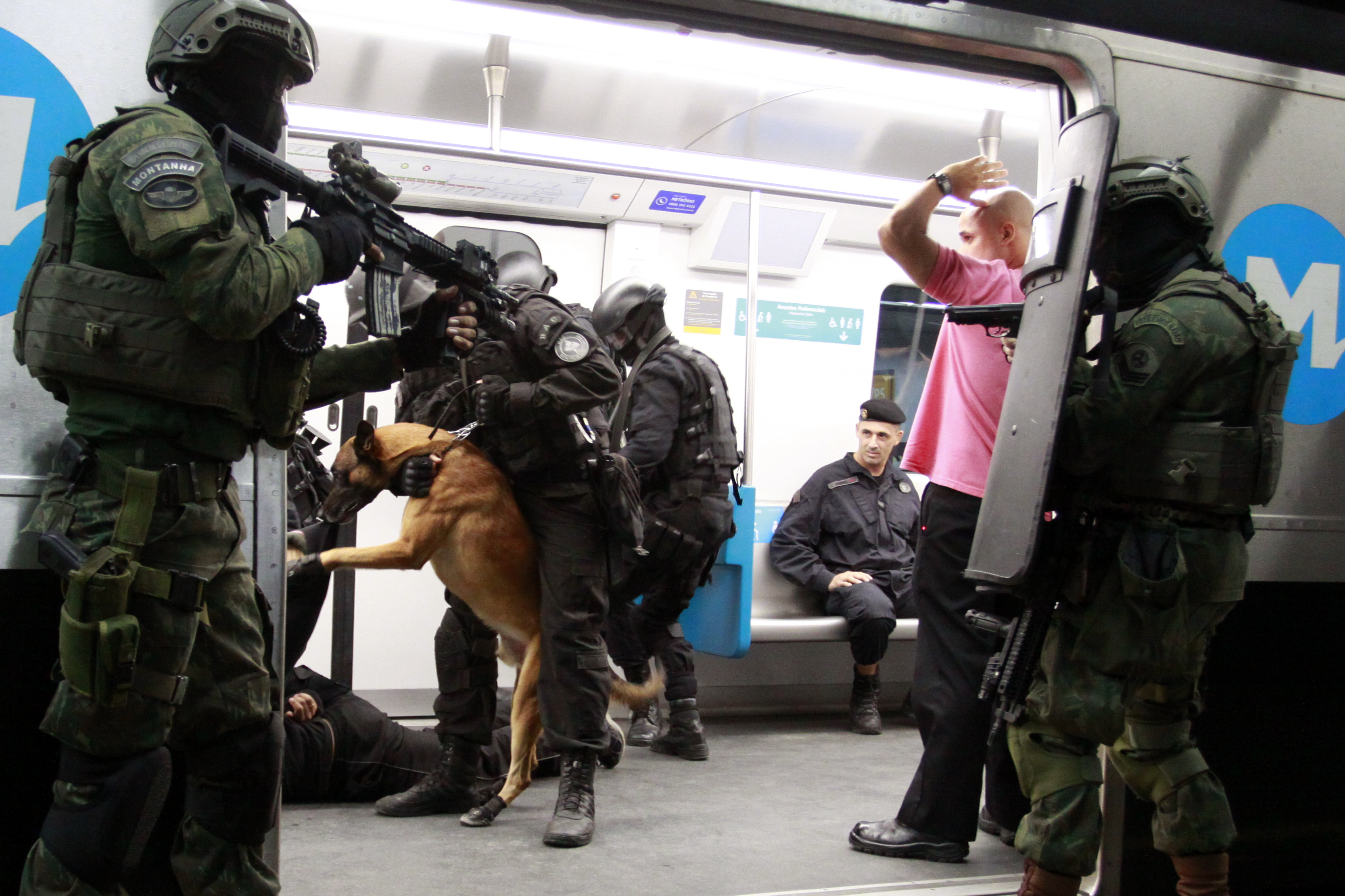
Учения BOPE в метро Рио-де-Жанейро

В структуре ВОРЕ можно выделить командование, оперативную группу, боевые отделы и учебное подразделение. В составе боевых отделов находятся снайперские пары, штурмовые группы и группы обеспечения. 
Задачи подразделяются на три основных вида: полицейские, специальные и учебные. 
- Обеспечение дополнительной безопасности во время особых событий
- Штурм и разрушение баррикад в фавелах, построенных наркодилерами
- Ликвидация опасных криминальных элементов, угрожающих жизни людей
- Уничтожение наркопритонов и наркобанд
- Спасение полицейских и гражданских, раненых в перестрелках
- Сопровождение опасных арестованных
- Освобождение заложников
- Разрешение ситуаций с попытками суицида
- Подавление тюремных бунтов
- Боевая поддержка гражданской полиции
- Вооружённое патрулирование
- Специальные операции в заболоченной и горной местности
- Подавление преступности

## Подготовка

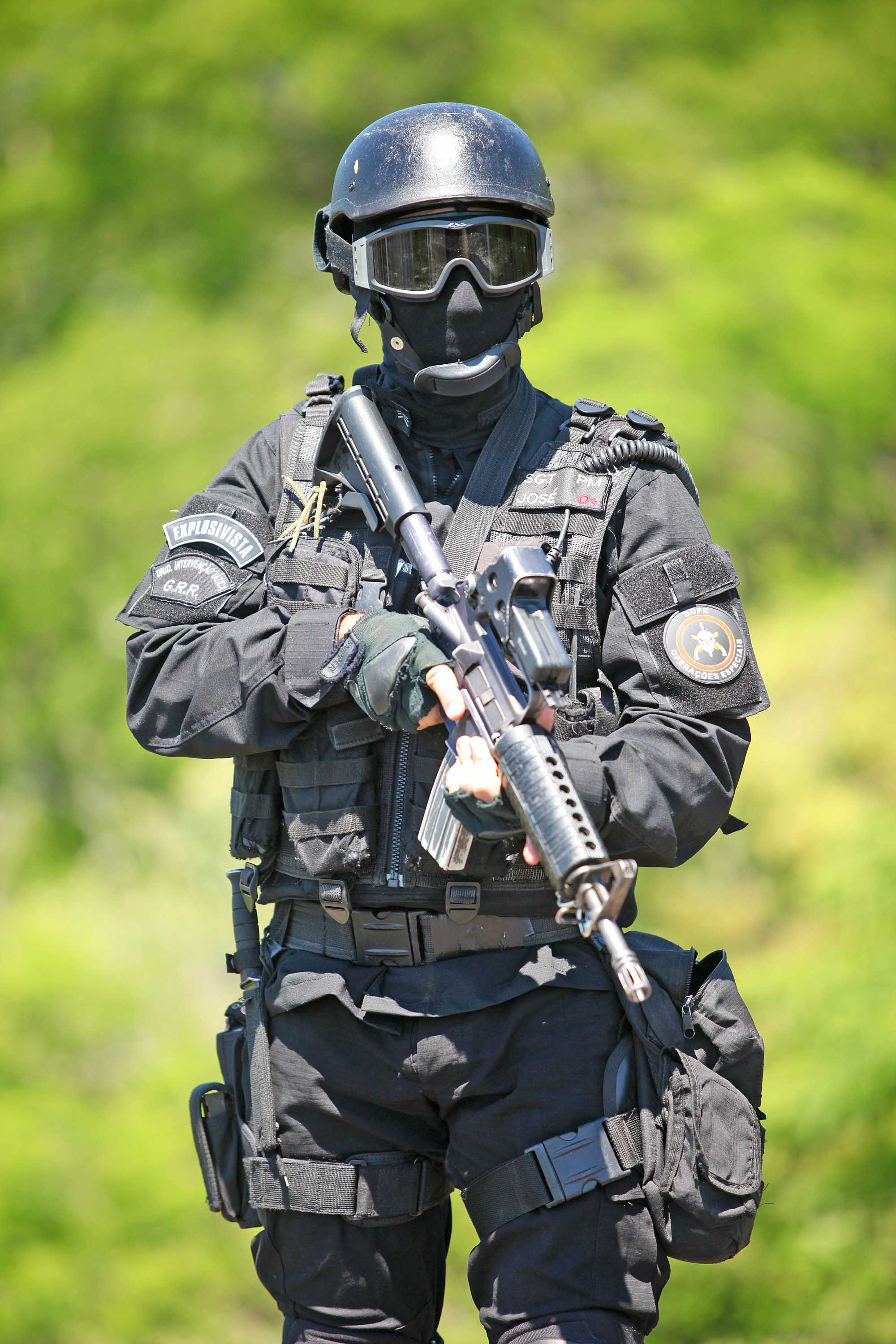
Сотрудник ВОРЕ

Отбор в ВОРЕ крайне жесткий. Все испытания проходят на пределе психических и физических сил человека. Уже предварительный отбор состоит из двух этапов. Тот, кто хочет стать членом элитного спецподразделения, должен как минимум два года служить в военной полиции, иметь гражданство Бразилии и положительные характеристики с места прохождения службы. Помимо этого, на этом же этапе бойцов проверяют на отсутствие судимостей либо связей с организованной преступностью, а также на наличие допуска к секретной информации. Бойцы должны пройти медицинский осмотр и спецпроверку и отвечать всем критериям профессиональной пригодности. В ходе второго этапа у кандидатов проверяют наличие тактической, огневой, медицинской, специальной и инженерной подготовки. Не забывают также и о психологическом тестировании и физической подготовке, причем нормативы очень жесткие. после того, как кандидат пройдет все испытания первых двух этапов отбора, его зачисляют на подготовительные курсы, которые включают в себя несколько этапов. На первом, тактическом, курсе бойцы в течение 6 недель изучают методы проведения операций при патрулировании и порядок действий в ходе проведения операций повышенного риска. На втором курсе спецопераций, который длится 15 недель, курсантов обучают всем хитростям проведения операций в различных условиях. И только после этого бойцы закрепляют свои навыки и умения на специальных полигонах, а также в ходе проведения реальных спецопераций. В связи с тем что в городских условиях, а в частности на узких улицах фавел Рио-де-Жанейро не всегда возможно использование огнестрельного оружия, то в ходе подготовки особое внимание уделяется физической и специальной подготовке. Все бойцы подразделения занимаются джиу-джитсу, тайским боксом, крав-мага (израильская система самообороны), Lucha libre combate (бразильский аналог самбо).

## Оружие и техника

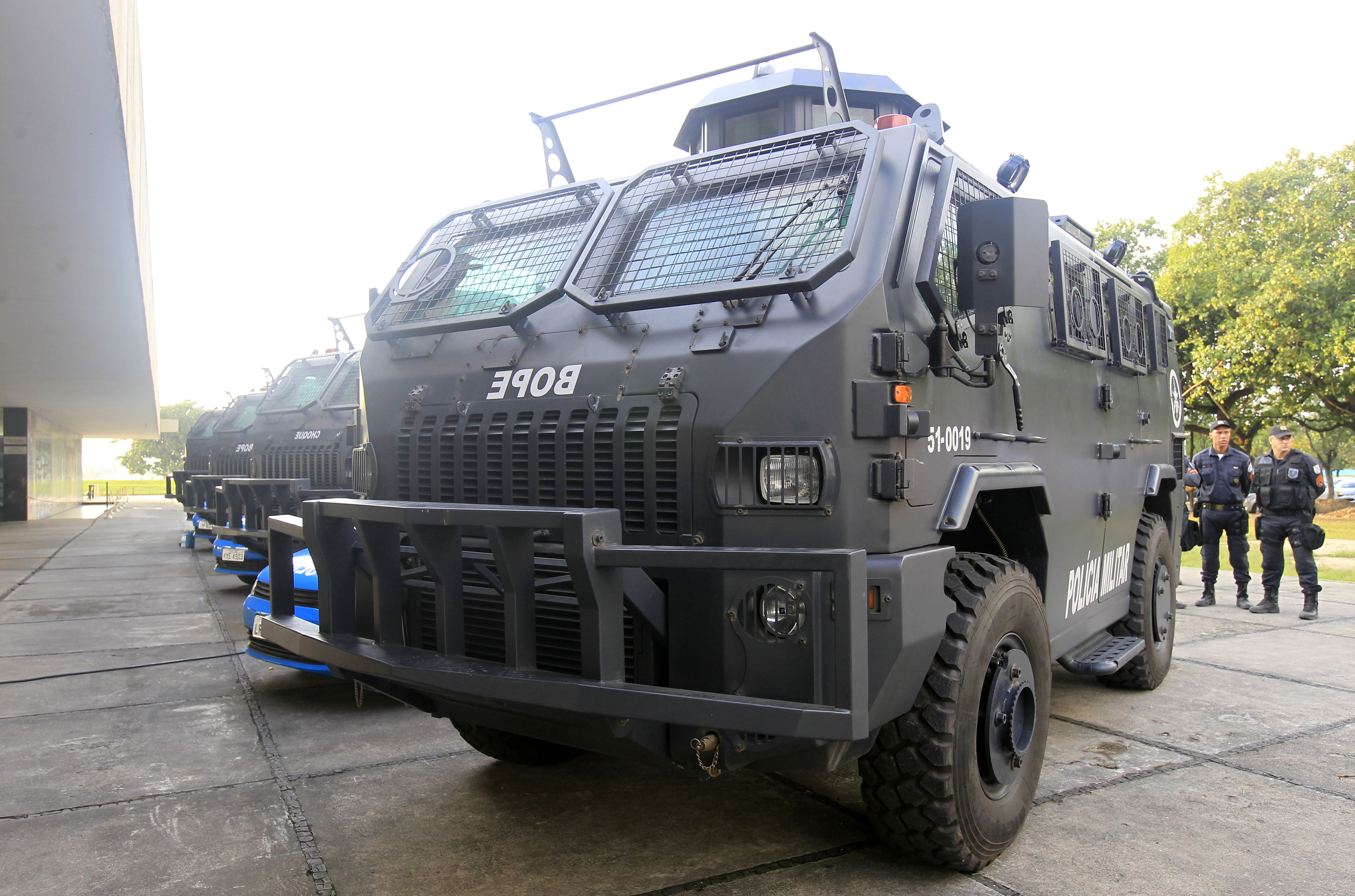
Paramount Maverick

Во время подготовки к чемпионату по футболу 2018 года и Олимпийским играм 2016 года на обновление амуниции и техники подразделения было выделено около 200 миллионов долларов. В частности, были закуплены бронетранспортеры «Maverick» фирмы Paramount Group (ЮАР). Также в дополнение к существующей была введена новая камуфляжная униформа MARPAT, в связи с тем, что прежняя черная форма поглощала большое количество тепла при работе в дневных операциях и вызывала дополнительное обезвоживание организма, что отрицательно сказывалось на эффективности работы оперативников BOPE при проведении спецопераций. На вооружении находились и находятся (указаны страны, где оружие изначально было разработано):
- автоматическая винтовка M16, в том числе карабин CAR-15
- автоматическая винтовка AR-10A4
- автомат M4
- автомат IMBEL MD-2
- снайперская винтовка HK PSG1
- автоматическая винтовка HK G3
- автоматическая винтовка FN FAL
- дробовик Benelli M3 Super 90
- пистолет-пулемёт FN P90
- пистолет-пулемёт HK MP5
- взрывчатка C-4

## В массовой культуре
- В мультиплатформенной игре Tom Clancy's Rainbow Six: Siege есть возможность играть за двух оперативников BOPE: это Таина Перейра по прозвищу «Кавейра» и Винсенте Соуза по прозвищу «Капитан». Согласно игре, оперативники стали членами отряда Rainbow Six во время проведения операции «Дождь черепов».
- «Элитный отряд» — фильм 2007 года, рассказывающий о деятельности BOPE («Золотой медведь» Берлинского кинофестиваля 2008 года)
- «Элитный отряд 2» — вторая часть фильма «Элитный отряд»
- В командной тактической игре Калибр 31.05.2023 года была добавлена бразильская коллекция BOPE

## Другие подобные подразделения в Бразилии
В штате Сан-Паулу существует GATE (порт. Grupo de Ações Táticas Especiais, Группа Специальных Тактических Действий), выполняющая схожие задачи с американской SWAT. В Сан-Паулу есть также подразделение ROTA (порт. Rondas Ostensivas Tobias de Aguiar).